# Vasilisa Stepanova
Vasilisa Andrejevna Stepanova (ryska: Василиса Андреевна Степанова), född Kostygova den 26 januari 1993, är en rysk roddare.
Stepanova tog silver tillsammans med Jelena Orjabinskaja i tvåa utan styrman vid olympiska sommarspelen 2020 i Tokyo.